# Untore
Por untore se conocía al individuo sospechoso, durante los períodos de la peste (especialmente en Milán durante el año 1630), de espolvorear en los lugares donde las personas entraban en contacto frecuentemente, tales como los tiradores de las puertas, una sustancia amarillenta (así lo describe Manzoni) con el fin de infectar a los habitantes de las ciudades con la enfermedad. 
Contra los «untori» a menudo se alzaron la ira popular y la persecución judicial. La creencia estaba tan extendida, que se les atribuyó la propagación de la plaga, provocando una persecución contra ellos similar a la caza de brujas del Renacimiento. 
Existía un antídoto contra la plaga, cuya receta fue extraída mediante tortura a un «untore», que fue ahorcado después. La receta en cuestión contenía los siguientes ingredientes: "cera nuova once tre, olio d'oliva once due; olio di Hellera, olio di sasso, foglie di aneto, orbaghe di lauro peste, salvia, rosmarino, once mezza per ciascuno; un poco d'aceto", se debía llevar a ebullición reduciéndola a una pasta con la que ungir las fosas nasales, las sienes, las muñecas y las plantas de los pies, después de haber comido cebollas, ajo, y haber bebido vinagre.
Sobre los «untori» es destacable la novela I promessi sposi (Los novios) -donde Renzo Tramaglino es acusado de ser uno de ellos-, así como en la Storia della colonna infame, de nuevo por Manzoni, que describe el proceso en contra de Gian Giacomo Mora y Guglielmo Piazza.